# Førstegenerationsdatamat
En førstegenerationsdatamat er en datamat eller en programmerbar elektronisk regnemaskine opbygget med tidlig teknologi, uden anvendelse af transistorer.
Karakteriseret ved, at kontrolenheden og den aritmetiske enhed var opbygget af radiorør eller elektro-mekaniske relæer. Det indre lager var opbygget af katodestrålerør, magnetisk tromlelager, akustisk forsinkelse, mm.  Senere maskiner anvender ferritkerner i et net af kobbertråd som indre lager.
Det er ligeledes karakteristisk for for førstegenerationsdatamater, at der tale om håndværk, ikke masseproduktion, og at maskinerne i de fleste tilfælde er bygget i et enkelt eksemplar af pionerer, der udviklede teknologien samtidig med at maskinen blev bygget.  Ikke alle førstegenerationsdatamater er Von Neumann maskiner, f.eks. havde nogen ikke lagret program, andre krævede fysiske ændringer ved omprogrammering, etc.  Der er således tale om maskiner i overgangsfasen mellem programmerbar regnemaskine og egentlig computer.
Eksempler på førstegenerationsdatamater er Z3 (Tyskland), Z4 (Tyskland), ENIAC (USA), EDVAC (USA), Whirlwind (USA), IBM 701 (USA), Manchester Mark I (UK), Harvard Mark I (USA), Harvard Mark II (USA), Atanasoff Berry Computer (USA), EDSAC (UK), Colossus (UK), Ferranti Mark I (UK), UNIVAC I (USA).
Den første datamat i Skandinavien var BESK, konstrueret i Sverige i 1952.
Den første danske datamat var DASK (Dansk Aritmetisk Sekvens-Kalkulator), bygget i 1957.